# تيم فلوود
تيم فلوود (بالإنجليزية: Tim Flood)‏ هو لاعب كرة قاعدة أمريكي، ولد في 13 مارس 1877 في مونتغمري سيتي في الولايات المتحدة، وتوفي في 15 يونيو 1929 في سانت لويس في الولايات المتحدة.

## وصلات خارجية
- تيم فلوود على موقعبيزبول رفرنس.كوم (الدوري الرئيسي) (الإنجليزية)
- تيم فلوود على موقعبيزبول رفرنس.كوم (الدوري الثانوي) (الإنجليزية)
- تيم فلوود على موقع جمعية أبحاث البيسبول الأمريكية (الإنجليزية)